# Portlandia (Fernsehserie)/Episodenliste
Diese Episodenliste enthält alle Episoden der US-amerikanischen Satireserie Portlandia, sortiert nach der US-amerikanischen Erstausstrahlung. Die Fernsehserie umfasst derzeit sechs Staffeln mit 57 Episoden.

## Übersicht
| Staffel | Episodenanzahl | Erstausstrahlung USA | Erstausstrahlung USA | Deutschsprachige Erstausstrahlung | Deutschsprachige Erstausstrahlung |
| Staffel | Episodenanzahl | Staffelpremiere      | Staffelfinale        | Staffelpremiere                   | Staffelfinale                     |
| ------- | -------------- | -------------------- | -------------------- | --------------------------------- | --------------------------------- |
| 1       | 6              | 21. Januar 2011      | 25. Februar 2011     |                                   |                                   |
| 2       | 10             | 6. Januar 2012       | 9. März 2012         |                                   |                                   |
| 3       | 11             | 14. Dezember 2012    | 1. März 2013         |                                   |                                   |
| 4       | 10             | 27. Februar 2014     | 1. Mai 2014          |                                   |                                   |
| 5       | 10             | 8. Januar 2015       | 12. März 2015        |                                   |                                   |
| 6       | 10             | 21. Januar 2016      | 24. März 2016        |                                   |                                   |

## Staffel 1
Die Erstausstrahlung der ersten Staffel war vom 21. Januar bis zum 25. Februar 2011 auf dem US-amerikanischen Sender IFC zu sehen. Eine deutschsprachige Erstausstrahlung wurde noch nicht gesendet.
| Nr. (ges.) | Nr. (St.) | Deutscher Titel | Originaltitel       | Erstausstrahlung USA | Deutschsprachige Erstausstrahlung (—) | Regie           | Drehbuch                                                            |
| --- | --------- | --------------- | ------------------- | -------------------- | ------------------------------------- | --------------- | ------------------------------------------------------------------- |
| 1 | 1         | —               | Farm                | 21. Jan. 2011        | —                                     | Jonathan Krisel | Fred Armisen, Carrie Brownstein, Jonathan Krisel, Allison Silverman |
| Ein Künstlerpaar im Restaurant sorgt sich um seine moralische Integrität und möchte alles über Herkunft und Leben des Huhns wissen, das sie verspeisen wollen. Dafür nehmen sie eine erfahrungsreiche Reise auf sich. Im Musikvideo Dream of the 90’s von Jason from LA wird konstatiert, dass der Traum der 90er Jahre in Portland noch am Leben ist. Fred und Carrie probieren Mind-Fi aus, ein Telepathie-App. In der Feministischen Buchhandlung Women and Women First stellt sich ein Besucher ein, der zuerst einmal nur die Toilette benutzt und sich dadurch in eine unangenehme Situation manövriert. Zur Portlands Hide and Seek League spielen zwei Mannschaften in der öffentlichen Bibliothek Verstecken, der Organisator Stuart kommt dadurch in Kontakt mit der alteingesessenen Portlander Bevölkerung. Gaststars: Steve Buscemi als Toilettenbenutzer in der feministischen Buchhandlung Women and Women First, Zac Pennington und Jason Sudeikis als Bio-Guru |           |                 |                     |                      |                                       |                 |                                                                     |
| 2 | 2         | —               | A Song For Portland | 28. Jan. 2011        | —                                     | Jonathan Krisel | Fred Armisen, Carrie Brownstein, Jonathan Krisel, Allison Silverman |
| Der radfahrende alternative Bürgermeister von Portland wünscht sich von Fred und Carrie einen Portland Song. Die beiden Künstler kommunizieren mehrere Ideen per Telefon und präsentieren dem Bürgermeister nach den üblichen technischen Startschwierigkeiten das Ergebnis ihrer Arbeit. Das sich hassliebende, medienaffine Konzeptkünstlerpaar Bryce Shivers und Lisa Eversman begibt sich in ein Geschäft, um dort Singvögel auf die Waren zu sprayen, zu malen, zu sticken, zu kratzen, ist allerdings allergisch auf lebende Vögel. Der vegane Hardcore-Radfahrer macht Portland unsicher und scheitert an seiner Wohnungstür. Eine Studentin versucht, in der Feministischen Buchhandlung Women and Women First ein Buch zu kaufen, was an der festgelegten Geisteshaltung der Inhaberinnen scheitert. Die manifestiert sich in der körperlichen Unfähigkeit, das gewünschte Buch aus dem Regal zu nehmen. Ein tierrechtlich engagiertes Paar kümmert sich lautstark um einen Hund, der mit einer Leine an einem Fahrradständer angebunden ist. Ein queeres (oder ganz besonders heteronormatives) Paar vereinbart Cacao als Codewort für Stopp im Liebesleben. An dieser Regelung scheitert beinahe die Beziehung. Gaststar: Kyle MacLachlan als Bürgermeister, Sam Adams als Assistent des Bürgermeisters und Aubrey Plaza als Gender-Studies-Studentin |           |                 |                     |                      |                                       |                 |                                                                     |
| 3 | 3         | —               | Aimee               | 4. Feb. 2011         | —                                     | Jonathan Krisel | Fred Armisen, Carrie Brownstein, Jonathan Krisel, Allison Silverman |
| Die neue Putzfrau von Fred und Carrie entpuppt sich als ihre Lieblingssängerin Aimee Mann. Die beiden oszillieren zwischen bedingungsloser Verehrung und harscher Kritik an den Putzarbeiten von Aimee. Der vegane Hardcore-Radfahrer versucht sich der Vereinnahmung durch den Mainstream zu entziehen. Zwei japanische Touristinnen im Manga-Style trinken Kaffee. Ein queeres (oder ganz besonders heteronormatives) Paar bekommt ein Paket, sie verwertet das Verpackungsmaterial auf kreative Weise. Ein Punkpärchen telefoniert am Handy. Eine erfahrene Stripperin leitet eine neue Kollegin an. Ein alternatives Paar containert Zutaten für eine Suppe. Gaststars: Aimee Mann als sie selbst und Sarah McLachlan als sie selbst |           |                 |                     |                      |                                       |                 |                                                                     |
| 4 | 4         | —               | Mayor Is Missing    | 11. Feb. 2011        | —                                     | Jonathan Krisel | Fred Armisen, Carrie Brownstein, Jonathan Krisel, Allison Silverman |
| — Gaststars: Kyle MacLachlan als Bürgermeister, Sam Adams als Assistent des Bürgermeisters, Joanna Bolme (Stephen Malkmus and the Jicks) als Frau des Bürgermeisters, Aubrey Plaza als Haushüterin, Kumail Nanjiani als Handyverkäufer, Edie McClurg als Sekretärin des Bürgermeisters und die Portlander Journalisten Dwight Jaynes und Pat Boyle als sie selbst |           |                 |                     |                      |                                       |                 |                                                                     |
| 5 | 5         | —               | Blunderbuss         | 18. Feb. 2011        | —                                     | Jonathan Krisel | Fred Armisen, Carrie Brownstein, Jonathan Krisel, Allison Silverman |
| Anlässlich des Blunderbass-Festivals sind berühmte Musikerinnen in der Stadt bzw. im Deuce Hotel, dessen Angestellte sich um größtmögliche Coolness bemühen. Für die weniger bekannte Musikerin Sparkle Pony ist der Zugang zum Festival beschwerlich und von Kränkungen begleitet. In einem Hotel außerhalb von Portland findet sie schließlich die Aufmerksamkeit des um größtmögliche Coolness bemühten Personals. Für eine Akupunkturbehandlung wurden zur Inspiration der Patientin zwei sehr eigenwillige experimentelle Musikerinnen engagiert. Beim Blunderbuss-Filmfestival läuft „Finding Mr. Write“ von den Warnicker Brothers, danach findet im Kinosaal ein Gespräch mit den Regisseuren statt. Gaststars: Selma Blair als Rebecca Meloy in Finding Mr. Write, Jenny Conlee als Sparkle Pony, Gus Van Sant als Kurator der Filmsektion des Blunderbuss-Festivals, Colin Meloy, James Mercer und Corin Tucker als die Bandmitglieder von Echo Echo |           |                 |                     |                      |                                       |                 |                                                                     |
| 6 | 6         | —               | Baseball            | 25. Feb. 2011        | —                                     | Jonathan Krisel | Fred Armisen, Carrie Brownstein, Jonathan Krisel, Allison Silverman |
| Der Bürgermeister von Portland beauftragt Fred und Carrie, eine Baseballmannschaft für Portland zusammenzustellen. Es gibt einen sehr kreativen Werbetrailer zum Thema „Arbeitslosigkeit in Portland“. Ein Kunsthandwerker stellt seine mundgeblasenen Glühlampen vor. In der feministischen Buchhandlung findet ein Tagebuch-Workshop statt. Im Restaurant „Porchlight“ werden ungewöhnliche Fotos von der sehr medienbewussten Küchencrew für den Portland Dining Guide geschossen. Ein sehr platzbedürftiges und wenig empathiefähiges Hipsterpaar nimmt an einer Open-Air-Filmvorführung im Park teil. Gaststars: Kyle MacLachlan als Bürgermeister, Heather Graham als Workshop-Teilnehmerin, Nick Kroll als Glühlampenkäufer |           |                 |                     |                      |                                       |                 |                                                                     |

## Staffel 2
Die Erstausstrahlung der zweiten Staffel war vom 6. Januar bis zum 9. März 2012 auf dem US-amerikanischen Sender IFC zu sehen. Eine deutschsprachige Erstausstrahlung wurde noch nicht gesendet.
| Nr. (ges.) | Nr. (St.) | Deutscher Titel | Originaltitel                        | Erstausstrahlung USA | Deutschsprachige Erstausstrahlung (—) | Regie           | Drehbuch                                                                       |
| ---------- | --------- | --------------- | ------------------------------------ | -------------------- | ------------------------------------- | --------------- | ------------------------------------------------------------------------------ |
| 7          | 1         | —               | Mixology                             | 6. Jan. 2012         | —                                     | Jonathan Krisel | Fred Armisen, Carrie Brownstein, Jonathan Krisel, Karey Dornetto               |
| 8          | 2         | —               | One Moore Episode                    | 13. Jan. 2012        | —                                     | Jonathan Krisel | Fred Armisen, Carrie Brownstein, Jonathan Krisel, Karey Dornetto               |
| 9          | 3         | —               | Cool Wedding                         | 20. Jan. 2012        | —                                     | Jonathan Krisel | Fred Armisen, Carrie Brownstein, Jonathan Krisel, Karey Dornetto               |
| 10         | 4         | —               | Grover                               | 27. Jan. 2012        | —                                     | Jonathan Krisel | Fred Armisen, Carrie Brownstein, Jonathan Krisel, Karey Dornetto               |
| 11         | 5         | —               | Cops Redesign                        | 3. Feb. 2012         | —                                     | Jonathan Krisel | Fred Armisen, Carrie Brownstein, Jonathan Krisel, Karey Dornetto               |
| 12         | 6         | —               | Cat Nap                              | 10. Feb. 2012        | —                                     | Jonathan Krisel | Fred Armisen, Carrie Brownstein, Karey Dornetto & Jonathan Krisel              |
| 13         | 7         | —               | Motorcycle                           | 17. Feb. 2012        | —                                     | Jonathan Krisel | Fred Armisen, Carrie Brownstein, Karey Dornetto & Jonathan Krisel              |
| 14         | 8         | —               | Feminist Book Store 10th Anniversary | 24. Feb. 2012        | —                                     | Jonathan Krisel | Fred Armisen, Carrie Brownstein, Karey Dornetto & Jonathan Krisel              |
| 15         | 9         | —               | No Olympics                          | 2. März 2012         | —                                     | Jonathan Krisel | Fred Armisen, Carrie Brownstein, Karey Dornetto & Jonathan Krisel              |
| 16         | 10        | —               | Brunch Village                       | 9. März 2012         | —                                     | Jonathan Krisel | Fred Armisen, Carrie Brownstein, Karey Dornetto, Jonathan Krisel & Bill Oakley |

## Staffel 3
Die Erstausstrahlung der dritten Staffel wurde vom 14. Dezember 2012 bis zum 1. März 2013 auf dem US-amerikanischen Sender IFC gesendet. Eine deutschsprachige Erstausstrahlung wurde noch nicht gesendet.
| Nr. (ges.) | Nr. (St.) | Deutscher Titel | Originaltitel        | Erstausstrahlung USA | Deutschsprachige Erstausstrahlung (—) | Regie           | Drehbuch                                                       |
| ---------- | --------- | --------------- | -------------------- | -------------------- | ------------------------------------- | --------------- | -------------------------------------------------------------- |
| 17         | 1         | —               | Winter in Portlandia | 14. Dez. 2012        | —                                     | Jonathan Krisel | Fred Armisen, Carrie Brownstein, Jonathan Krisel & Bill Oakley |
| 18         | 2         | —               | Take Back MTV        | 4. Jan. 2013         | —                                     | Jonathan Krisel | Fred Armisen, Carrie Brownstein, Jonathan Krisel & Bill Oakley |
| 19         | 3         | —               | Missionaries         | 4. Jan. 2013         | —                                     | Jonathan Krisel | Fred Armisen, Carrie Brownstein, Jonathan Krisel & Bill Oakley |
| 20         | 4         | —               | Nina’s Birthday      | 11. Jan. 2013        | —                                     | Jonathan Krisel | Fred Armisen, Carrie Brownstein, Jonathan Krisel & Bill Oakley |
| 21         | 5         | —               | Squiggleman          | 18. Jan. 2013        | —                                     | Jonathan Krisel | Fred Armisen, Carrie Brownstein, Jonathan Krisel & Bill Oakley |
| 22         | 6         | —               | Off the Grid         | 25. Jan. 2013        | —                                     | Jonathan Krisel | Fred Armisen, Carrie Brownstein, Jonathan Krisel & Bill Oakley |
| 23         | 7         | —               | The Temp             | 1. Feb. 2013         | —                                     | Jonathan Krisel | Fred Armisen, Carrie Brownstein, Jonathan Krisel & Bill Oakley |
| 24         | 8         | —               | Soft Opening         | 8. Feb. 2013         | —                                     | Jonathan Krisel | Fred Armisen, Carrie Brownstein, Jonathan Krisel & Bill Oakley |
| 25         | 9         | —               | Alexandra            | 15. Feb. 2013        | —                                     | Jonathan Krisel | Fred Armisen, Carrie Brownstein, Jonathan Krisel & Bill Oakley |
| 26         | 10        | —               | No-Fo-O-Fo-Bridge    | 22. Feb. 2013        | —                                     | Jonathan Krisel | Fred Armisen, Carrie Brownstein, Jonathan Krisel & Bill Oakley |
| 27         | 11        | —               | Blackout             | 1. März 2013         | —                                     | Jonathan Krisel | Fred Armisen, Carrie Brownstein, Jonathan Krisel & Bill Oakley |

## Staffel 4
Die Erstausstrahlung der ersten Staffel war vom 6. Januar bis zum 9. März 2012 auf dem US-amerikanischen Sender IFC zu sehen. Eine deutschsprachige Erstausstrahlung wurde noch nicht gesendet.
| Nr. (ges.) | Nr. (St.) | Deutscher Titel | Originaltitel         | Erstausstrahlung USA | Deutschsprachige Erstausstrahlung (—) | Regie           | Drehbuch                                                                         |
| ---------- | --------- | --------------- | --------------------- | -------------------- | ------------------------------------- | --------------- | -------------------------------------------------------------------------------- |
| 28         | 1         | —               | Sharing Finances      | 27. Feb. 2014        | —                                     | Jonathan Krisel | Fred Armisen, Carrie Brownstein, Jonathan Krisel, Karey Dornetto & Graham Wagner |
| 29         | 2         | —               | Ecoterrorists         | 6. März 2014         | —                                     | Jonathan Krisel | Fred Armisen, Carrie Brownstein, Jonathan Krisel, Karey Dornetto & Graham Wagner |
| 30         | 3         | —               | Celery                | 13. März 2014        | —                                     | Jonathan Krisel | Fred Armisen, Carrie Brownstein, Jonathan Krisel, Karey Dornetto & Graham Wagner |
| 31         | 4         | —               | Pull-Out King         | 20. März 2014        | —                                     | Jonathan Krisel | Fred Armisen, Carrie Brownstein, Jonathan Krisel, Karey Dornetto & Graham Wagner |
| 32         | 5         | —               | Spyke Drives          | 27. März 2014        | —                                     | Jonathan Krisel | Fred Armisen, Carrie Brownstein, Jonathan Krisel, Karey Dornetto & Graham Wagner |
| 33         | 6         | —               | Bahama Knights        | 3. Apr. 2014         | —                                     | Jonathan Krisel | Fred Armisen, Carrie Brownstein, Jonathan Krisel, Karey Dornetto & Graham Wagner |
| 34         | 7         | —               | Trailblazers          | 10. Apr. 2014        | —                                     | Jonathan Krisel | Fred Armisen, Carrie Brownstein, Jonathan Krisel, Karey Dornetto & Graham Wagner |
| 35         | 8         | —               | Late in Life Drug Use | 17. Apr. 2014        | —                                     | Jonathan Krisel | Fred Armisen, Carrie Brownstein, Jonathan Krisel, Karey Dornetto & Graham Wagner |
| 36         | 9         | —               | 3D Printer            | 24. Apr. 2014        | —                                     | Jonathan Krisel | Fred Armisen, Carrie Brownstein, Jonathan Krisel, Karey Dornetto & Graham Wagner |
| 37         | 10        | —               | Getting Away          | 1. Mai 2014          | —                                     | Jonathan Krisel | Fred Armisen, Carrie Brownstein, Jonathan Krisel, Karey Dornetto & Graham Wagner |

## Staffel 5
Die fünfte Staffel wurde vom 8. Januar bis zum 12. März 2015 auf IFC ausgestrahlt.
| Nr. (ges.) | Nr. (St.) | Deutscher Titel | Originaltitel                 | Erstausstrahlung USA | Deutschsprachige Erstausstrahlung (—) | Regie               | Drehbuch                                                                         |
| ---------- | --------- | --------------- | ----------------------------- | -------------------- | ------------------------------------- | ------------------- | -------------------------------------------------------------------------------- |
| 38         | 1         | —               | The Story of Toni and Candace | 8. Jan. 2015         | —                                     | Jonathan Krisel     | Fred Armisen, Carrie Brownstein, Jonathan Krisel, Karey Dornetto & Graham Wagner |
| 39         | 2         | —               | The Fiancé                    | 15. Jan. 2015        | —                                     | Jonathan Krisel     | Fred Armisen, Carrie Brownstein, Jonathan Krisel, Karey Dornetto & Graham Wagner |
| 40         | 3         | —               | Healthcare                    | 22. Jan. 2015        | —                                     | Jonathan Krisel     | Fred Armisen, Carrie Brownstein, Jonathan Krisel, Karey Dornetto & Graham Wagner |
| 41         | 4         | —               | SeaWorld                      | 29. Jan. 2015        | —                                     | Jonathan Krisel     | Fred Armisen, Carrie Brownstein, Jonathan Krisel, Karey Dornetto & Graham Wagner |
| 42         | 5         | —               | 4th of July                   | 5. Feb. 2015         | —                                     | Jonathan Krisel     | Fred Armisen, Carrie Brownstein, Jonathan Krisel, Karey Dornetto & Graham Wagner |
| 43         | 6         | —               | Fashion                       | 12. Feb. 2015        | —                                     | Jonathan Krisel     | Fred Armisen, Carrie Brownstein, Jonathan Krisel, Karey Dornetto & Graham Wagner |
| 44         | 7         | —               | Doug Becomes A Feminist       | 19. Feb. 2015        | —                                     | Daniel Gray Longino | Fred Armisen, Carrie Brownstein, Jonathan Krisel, Karey Dornetto & Graham Wagner |
| 45         | 8         | —               | House For Sale                | 26. Feb. 2015        | —                                     | Steve Buscemi       | Fred Armisen, Carrie Brownstein, Jonathan Krisel, Karey Dornetto & Graham Wagner |
| 46         | 9         | —               | You Can Call Me Al            | 5. März 2015         | —                                     | Jonathan Krisel     | Fred Armisen, Carrie Brownstein, Jonathan Krisel, Karey Dornetto & Graham Wagner |
| 47         | 10        | —               | Dead Pets                     | 12. März 2015        | —                                     | Jonathan Krisel     | Fred Armisen, Carrie Brownstein, Jonathan Krisel, Karey Dornetto & Graham Wagner |

## Staffel 6
Die sechste Staffel wurde vom 21. Januar bis zum 24. März 2016 auf IFC ausgestrahlt.
| Nr. (ges.) | Nr. (St.) | Deutscher Titel | Originaltitel       | Erstausstrahlung USA | Deutschsprachige Erstausstrahlung (—) | Regie               | Drehbuch                                                                         |
| ---------- | --------- | --------------- | ------------------- | -------------------- | ------------------------------------- | ------------------- | -------------------------------------------------------------------------------- |
| 48         | 1         | —               | Pickathon           | 21. Jan. 2016        | —                                     | Bill Benz           | Fred Armisen, Carrie Brownstein, Jonathan Krisel, Karey Dornetto & Graham Wagner |
| 49         | 2         | —               | Going Gray          | 28. Jan. 2016        | —                                     | Jonathan Krisel     | Fred Armisen, Carrie Brownstein, Jonathan Krisel, Karey Dornetto & Graham Wagner |
| 50         | 3         | —               | Shville             | 4. Feb. 2016         | —                                     | Jonathan Krisel     | Fred Armisen, Carrie Brownstein, Jonathan Krisel, Karey Dornetto & Graham Wagner |
| 51         | 4         | —               | Weirdo Beach        | 11. Feb. 2016        | —                                     | Daniel Gray Longino | Fred Armisen, Carrie Brownstein, Jonathan Krisel, Karey Dornetto & Graham Wagner |
| 52         | 5         | —               | Breaking Up         | 18. Feb. 2016        | —                                     | Jonathan Krisel     | Fred Armisen, Carrie Brownstein, Jonathan Krisel, Karey Dornetto & Graham Wagner |
| 53         | 6         | —               | TADA                | 25. Feb. 2016        | —                                     | Daniel Gray Longino | Fred Armisen, Carrie Brownstein, Jonathan Krisel, Karey Dornetto & Graham Wagner |
| 54         | 7         | —               | Family Emergency    | 3. März 2016         | —                                     | Steve Buscemi       | Fred Armisen, Carrie Brownstein, Jonathan Krisel, Karey Dornetto & Graham Wagner |
| 55         | 8         | —               | First Feminist City | 10. März 2016        | —                                     | Steve Buscemi       | Fred Armisen, Carrie Brownstein, Jonathan Krisel, Karey Dornetto & Graham Wagner |
| 56         | 9         | —               | Lance Is Smart      | 17. März 2016        | —                                     | Jonathan Krisel     | Fred Armisen, Carrie Brownstein, Jonathan Krisel, Karey Dornetto & Graham Wagner |
| 57         | 10        | —               | Noodle Monster      | 24. März 2016        | —                                     | Jonathan Krisel     | Fred Armisen, Carrie Brownstein, Jonathan Krisel, Karey Dornetto & Graham Wagner |

## Staffel 7 & 8
Im Februar 2015 verlängerte IFC die Serie um zwei weitere Staffeln, welche jeweils aus 10 Folgen bestehen werden. Staffel 7 wurde von Januar bis März 2017, Staffel 8 von Januar bis März 2018 ausgestrahlt. 